# فادیا
فادیا از زبان عبرانی آمده. در فرهنگ زبان عربی به عنوان یک اسم در شمال آفریقا رواج دارد و بعضاً در سوریه و لبنان و در مواردی خاص در ایران نام مراکز تجاری و فروشگاه‌ها گشته. اصل ریشه منقول است از مفهوم فدایی آخر زمان یا قربانی خاص یا قربانی برتر. در فرهنگ اسلامی قربانی فقط برای خداوند است و نام نهادن این اسم به منظور تکریم شخص یا فروشگاه است یعنی فرد یا فروشگاه دارای ویژگی‌های خاص و برتر است و سر آمد می‌باشد. کلمه فادیا از فدیه در زبان عربی و به معنای فدایی شونده است؛ و شاید می‌تواند فدایی شونده برای منجی آخر زمان باشد. فادی لقب مسیح نیز می‌باشد. الف انتهای آن الف نسبت است. فادیا به معنای منجی نیز آمده است و به عنوان نام دختر نیز به کار می‌رود.